# Marilyn Butler
Marilyn Speers Butler (* 11. Februar 1937 in Kingston upon Thames als Marilyn Speers Evans; † 11. März 2014) war eine britische Literaturwissenschaftlerin. Ihr Forschungsschwerpunkt lag auf der englischen Romantik, für welche sie als führende Expertin ihrer Generation galt, wobei ihr besonderes Interesse bei der Schriftstellerin Jane Austen lag.

## Leben
Sie wurde 1937 in Kingston upon Thames, im Südwesten Londons, als Tochter des Korrespondenten Trevor Evans und dessen Ehefrau Margaret (geborene Gribbin) geboren. Sie besuchte die Wimbledon High School. Nachdem sie ursprünglich plante Geschichte zu studieren, entschied sie sich kurzfristig dazu Anglistik am St Hilda’s College der University of Oxford zu studieren. Nach der Beendigung ihres Studiums 1960 wurde sie bei der BBC als Trainee tätig und arbeitete in Newsrooms in London and Manchester. Später wurde sie Produzentin.
1962 heiratete sie den Wahlforscher David Butler, der am Nuffield College der University of Oxford tätig war. Aus der Ehe gingen drei Söhne hervor. Im Zuge ihrer Heirat zog sie zurück nach Oxford und nahm ein Postgraduales Studium am St Hilda’s College auf. 1966 promovierte sie zum D.Phil. Der Titel ihrer Dissertation war Education and public life: major themes in the novels of Maria Edgeworth. 1970 erhielt sie ein junior research fellowship am St Hilda’s College, was 1972 zu ihrer ersten Buchveröffentlichung, einer Biografie über Maria Edgeworth, führte. 1973 wurde sie Fellow und Tutor am St Hugh’s College. Danach war sie von 1985 bis 1986 University Lecturer an der Universität.
1986 wurde sie zum King Edward VII Professor of English Literature an der University of Cambridge berufen. Daneben war sie von 1988 bis 1993 Fellow des King’s College. 1993 kehrte sie nach Oxford zurück und wurde Rektorin des Exeter College, eine Position, die sie als erste Frau innehatte. 2004 ging sie in den Ruhestand.
2002 wurde sie Fellow der British Academy.

## Veröffentlichungen (Auswahl)
- Maria Edgeworth: A Literary Biography (1972)
- Jane Austen and the War of Ideas (1975)
- Peacock Displayed (1979),
- Romantics, Rebels and Reactionaries (1981)
- mit Janet Todd [Hrsg.]: The Works of Mary Wollstonecraft (1989)
- Jane Austen (2007)